# Василий (Данилов, Александр Владимирович)
Епископ Василий (в миру Александр Владимирович Данилов; род. 24 апреля 1978, Узловая, Тульская область, РСФСР, СССР) — архиерей Русской православной церкви на покое, епископ Касимовский и Сасовский (2018―2025). 
Тезоименитство — 3 (16) июля (память святителя Василия Рязанского).

## Биография
Родился 24 апреля 1978 года в городе Узловая Тульской области в семье священника.
В 1985—1995 годах обучался в средней школе города Михайлова Рязанской области.
В 1995 году поступил в Рязанское православное духовное училище. После окончания училища в 1997 году зачислен на третий курс Самарской духовной семинарии, которую окончил в 1999 году.
13 сентября 1998 года в Покровском кафедральном соборе города Самары архиепископом Самарским и Сызранским Сергием (Полеткиным) рукоположён в сан диакона и определён на служение в храм при Самарской духовной семинарии.
7 апреля 1999 года там же архиереем рукоположён в сан пресвитера, после чего до 2002 года нёс послушание на приходах Самарской епархии.
В 2003 году принят в клир Рязанской епархии.
В 2004 году поступил на заочное отделение Рязанского государственного университета на факультет юриспруденции и политологии, который окончил в 2008 году с присвоением квалификации «юрист». В том же году поступил на заочное отделение Московской духовной академии, которую окончил в 2012 году.
26 августа 2016 года указом митрополита Марка (Головкова) освобождён от должности настоятеля Архангельского храма города Михайлова Рязанской области и назначен клириком Христорождественского кафедрального собора города Рязани.
30 января 2017 года указом митрополита Марка (Головкова) назначен настоятелем Преображенского храма Рязани и благочинным Северного округа города Рязани с освобождением от должности клирика Христорождественского кафедрального собора города Рязани.
7 ноября 2017 года указом митрополита Марка (Головкова) назначен куратором Рязанского филиала Московского университета МВД России имени В. Я. Кикотя.

### Архиерейство
15 октября 2018 года решением Священного синода РПЦ избран епископом Касимовским и Сасовским.
18 октября 2018 года в Троицком монастыре города Рязани митрополитом Рязанским и Михайловским Марком (Головковым) пострижен в монашество с наречением имени Василий в честь святителя Василия Рязанского. 19 октября 2018 года в том же монастыре тем же архиереем возведён в сан архимандрита.
25 октября в Тронном зале кафедрального соборного храма Христа Спасителя в Москве состоялось наречение во епископа Касимовского и Сасовского.
18 ноября 2018 года за литургией в домовом храме святого равноапостольного князя Владимира Православного Свято-Тихоновского гуманитарного университета, в историческом комплексе Московского епархиального дома хиротонисан во епископа Касимовского. Хиротонию совершили: Патриарх Московский и всея Руси Кирилл, митрополит Истринский Арсений (Епифанов), митрополит Рязанский и Михайловский Марк (Головков), архиепископ Солнечногорский Сергий (Чашин), епископ Дмитровский Феофилакт (Моисеев), епископ Орехово-Зуевский Пантелеимон (Шатов), епископ Скопинский и Шацкий Феодорит (Тихонов).
20 марта 2025 года решением Священного синода РПЦ почислен на покой с местом пребывания в Иоанно-Богословском мужском монастыре села Пощупово Рязанской области под архипастырским наблюдением митрополита Рязанского и Михайловского Марка.